# Сухона
Сухона (рус. Су́хона) је река у европском делу Русије, притока реке Северине Двине. Ова река протиче кроз Уст-Кубински, Соколски, Междуреченски, Тотемски, Тарногски, Нуксенски и Великостругски рејон Русије у дужини од 558 km. Улива се у реку Југ у близини града Велики Устјуг, формирајући тако реку Северну Двину, једну од највећих река у европском делу Русије.
Највеће притоке реке Суконе су Володга, Пелсма, Двинтса, Толсма, Сариова, Уфтунга и река Гордишна.

## Етимологија
По етимилошком речнику Макса Васмера, име реке изведено је из руског језика и значи „река са сувим (тврдим) дном”.

## Географија
Слив реке обухвата велики број области у централном и источном делу Вологодске области, на југу Архангељске области, а на северу делове Костоморске области. Град Вологда налази се у самом сливу ове реке, док њен слив укључује и Кубенско језеро, једно од највећих језера Вологодске области. Слив реке са југа ограничен је са западним делом Северног Урала, који одваја силова Суконе и реке Костроме.
Са севера, слив реке Суконе је у западном делу ограничен од стране гребена Каровск, који је одваја од слива реке Ваге.
Градови Сокол, Тотма и Велики Устјуг, као и њихова села и центар села Шускоје и Нуксеничке налазе се на обалама ове реке.
Извор реке налази се у југоисточном делу Кубенског језера, а у њу се уливају реке Волдога и Иежа, где река Сукона наставља да тече североистично. Већина речног тока води преко брдовитог пејзажа са високим обалама. Река Сукона заледи од краја октобра или новембра и буде залеђена све до краја априла или почетка маја.

## Пловност и канали
Река Сукона је пловна, али на њој не постоји путничка навигација, осим за трајекте, док су доњи ток реке Кубене и Кубенско језеро пловни и покривено навигацијом. Северни део Кубенског језера, који припада басену Суконе, повезан је са каналом Северна Двина, са градом Кирилов и реком Шексном, где се њихови басени спапају у Белом мору и Волги. У 19. веку канал Северна Двина и Кубенско језеро били су главни водени пут који је повезивао Волгу са Белим морем. Тридесетих година направљен је Беломорско-балтички канал и канал Северна Двина је изгубио своју функцију. Канал је ипак још увек у функцији, служи за теретни саобраћај и преко њега крстаре бродови, који затим настављају до Кубенског језера.

## Историја
Ово подручје било је дом Угро-финских народа, који су колонизовани од стране Новгородске републике, изузев града Велики Устјуг, који је тада био део Владимир-Суздаљ кнежевине. Главни водоток из Великог Новгорода у Северну Двину био је дуж Волге, Шексне у Кубенско језеро. До почетка 18. века град Архангељск био је главна трговачка лука морсеке индустрије Русије и западне Европе, а река Сукона била је на главној трговачкој рути која је повезивала централну Русију са градом Архангељск.